# 車道東町
車道東町（くるまみちひがしちょう）は、愛知県名古屋市東区の地名。

## 歴史

### 沿革
- 1878年（明治11年）12月28日 - 北地方小路・南地方小路・北黒門小路・南黒門小路・勘定小路・林光小路・湯本小路・北二子小路・南二子小路・安藤小路を併せて、名古屋区車道東町として成立[1]。ただし、1876年（明治9年）成立とする資料もある[WEB 3]。
- 1889年（明治22年）10月1日 - 名古屋市成立に伴い、同市車道東町となる[1]。
- 1908年（明治41年）4月1日 - 東区成立に伴い、同区車道東町となる[1]。
- 1912年（明治45年）4月 - 名古屋製綿株式会社が設立される[2]。
- 1937年（昭和12年）10月1日 - 東区車道東町の一部が、中区に編入され、同区車道東町が成立する[1]。
- 1942年（昭和17年）10月20日 - 東区車道東町の一部が同区車道町に編入される[3]。
- 1944年（昭和19年）2月11日 - 中区車道東町が栄区に編入され、同区車道東町となる[4]。
- 1945年（昭和20年）11月3日 - 栄区廃止に伴い、栄区車道東町は中区車道東町となる[4]。
- 1977年（昭和52年）10月23日 - 中区車道東町の一部が新栄三丁目に編入される[4]。
- 1981年（昭和56年）9月13日 - 東区車道東町については葵三丁目および筒井三丁目に[1]、中区車道東町については新栄三丁目に[4]それぞれ編入され、消滅する。

### WEB
1. ↑  総務省総合通信基盤局電気通信事業部電気通信技術システム課番号企画室 (2014年4月3日). “市外局番の一覧” (PDF).   総務省. p. 7. 2015年5月23日閲覧。
2. ↑  “管轄区域”.   愛知県自動車会議所. 2021年9月23日閲覧。
3. ↑  “車道東町 (kurumamixhi_higashi)”.   ひがしネット. 2019年4月3日閲覧。

### 書籍
1. 1 2 3 4 5  名古屋市計画局 1992, p. 740.
2. ↑  名古屋市会事務局 1961, p. 403.
3. ↑  名古屋市計画局 1992, p. 741.
4. 1 2 3 4  名古屋市計画局 1992, p. 785.